# أوين سامرز
أوين سامرز هو سياسي أمريكي، ولد في 13 يونيو 1850، وتوفي في 21 يناير 1911. انتخب عضو مجلس نواب أوريغون ‏.